# Ochtiná
Ochtiná (in ungherese Martonháza) è un comune della Slovacchia facente parte del distretto di Rožňava, nella regione di Košice.
Nel comune si trova un'importante miniera di aragonite, oggi trasformata in attrazione turistica.